# Strymon major
Strymon major är en fjärilsart som beskrevs av Charles Oberthür. Strymon major ingår i släktet Strymon och familjen juvelvingar. Inga underarter finns listade i Catalogue of Life.